# لورن کالینز
لورن کالینز (انگلیسی: Lauren Collins؛ زادهٔ ۲۹ اوت ۱۹۸۶) یک هنرپیشه اهل کانادا است.
از مجموعه‌های تلویزیونی که وی در آن‌ها نقش داشته است می‌توان به دگراسی : نسل بعدی اشاره کرد.